# Paul Devaux

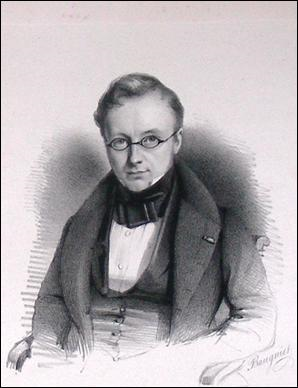
Paul Devaux

Paul Louis Isidor Devaux (* 10. April 1801 in Brügge; † 30. Januar 1880 in Brüssel) war ein belgischer Politiker und Schriftsteller. Er setzte sich insbesondere für die Unabhängigkeit Belgiens von den Niederlanden ein, die schließlich in der Belgischen Revolution erreicht werden konnte.

## Leben
Zunächst war Paul Devaux Rechtsanwalt in Lüttich und schloss dann 1824 mit Lebau und Rogier eine enge Verbindung, aus der 1830 die so genannte doktrinäre Partei hervorging. In der gemeinschaftlich geleiteten oppositionellen Zeitschrift Politique (Lüttich) brachte Devaux die Katholiken mit den Liberalen in Einklang und prägte wesentlich die Unabhängigkeitsbewegung in der belgischen Öffentlichkeit. Während der im September 1830 ausgebrochenen Revolution vertrat Devaux Brügge im Nationalkongress, bekämpfte dort republikanische Tendenzen und arbeitete mit Nothomb  im Sinne einer konstitutionellen Monarchie den Entwurf einer neuen Verfassung aus.
Im zweiten Ministerium des Regenten Erasme Louis Surlet de Chokier wurde Devaux im März 1831 Staatsminister ohne besondere Aufgaben, unterstützte maßgeblich die Ernennung des Prinzen Leopold von Sachsen-Coburg zum König der Belgier und wirkte im Juni 1831 als Kommissar bei der Londoner Konferenz wesentlich mit zur Beseitigung der Schwierigkeiten, die sich der Annahme der Krone von Seiten des Prinzen entgegenstellten. Nach dessen Einsetzung zum König der Belgier zog er sich von den Staatsgeschäften zurück und blieb nur Abgeordneter.
1839, als es sich um die definitive Annahme der 23 Artikel handelte, erklärte sich Devaux im Nationalinteresse für deren Annahme. Beim Amtsantritt der Regierung Lebeau-Rogier gründete er 1840 die liberal gesinnte Revue nationale. 1846 wurde er Mitglied der Königlichen Belgischen Akademie. 1863 unterlag er bei den Wahlen in Brügge dem katholischen Gegner und zog sich danach ganz vom politischen Schauplatz zurück. Er blieb bloß Mitglied des Gemeinderats von Brügge, bis er 1875 erblindete, und starb Anfang 1880 im Alter von 78 Jahren.

## Werke
- Quelques réflexions politiques au sujet de la réorganisation de l’armée, anonym, 2. Aufl. Brüssel 1867
- Du suffrage universel et de l’abaissement du cens électoral, Brüssel 1871
- Études politiques sur l’histoire ancienne et moderne et sur l’influence de l’état de guerre et de l’état de paix, Paris 1875
- Études politiques sure les principaux évènements de l’histoire romaine, 2 Bde., Brüssel 1880